# La Habana Central
La Habana Central – główna stacja kolejowa w Hawanie, na Kubie. Jest największą stacją kolejową na Kubie i głównym węzłem kolejowym. Dzisiaj, Dworzec Centralny obsługuje połączenia krajowe i wydzielone pociągi podmiejskie, i jest siedzibą dla krajowego przedsiębiorstwa kolejowego, Ferrocarriles Nacionales de Cuba (FCC), jedynego pasażerskiego międzymiastowego przedsiębiorstw kolejowego na Karaibach.
Jest uważana za Narodowy pomnik ze względu na jego wartości architektoniczne i historyczne.